# Travis Tritt
James Travis Tritt, född 9 februari 1963 i Marietta, Georgia,  är en amerikansk countrymusiker.
Travis Tritt har haft över 30 sånger på Billboards country-lista, varav fem på förstaplatsen. Han har även erhållit två stycken Grammy Awards.

## Diskografi
Studioalbum
- 1990 – Country Club
- 1991 – It's All About to Change
- 1992 – t-r-o-u-b-l-e
- 1994 – Ten Feet Tall and Bulletproof
- 1995 – Greatest Hits: From the Beginning
- 1996 – The Restless Kind
- 1998 – No More Looking Over My Shoulder
- 2000 – Down the Road I Go
- 2002 – Strong Enough
- 2004 – My Honky Tonk History
- 2007 – The Storm
- 2013 – The Calm After...

Singlar (topp 10 på Billboard Hot Country Songs)
- 1989 – "Country Club" (#9)
- 1990 – "Help Me Hold On" (#1)
- 1990 – "I'm Gonna Be Somebody" (#2)
- 1991 – "Drift Off to Dream" (#3)
- 1991 – "Here's a Quarter (Call Someone Who Cares)" (#2)
- 1991 – "Anymore" (#1)
- 1991 – "The Whiskey Ain't Workin' "(med Marty Stuart)	 (#2)
- 1992 – "Nothing Short of Dying" (#4)
- 1992 – "Lord Have Mercy on the Working Man" (#5)
- 1992 – "Can I Trust You with My Heart" (#1)
- 1994 – "Foolish Pride" (#1)
- 1995 – "Tell Me I Was Dreaming" (#2)
- 1995 – "Sometimes She Forgets" (#7)
- 1996 – "More Than You'll Ever Know" (#3)
- 1996 – "Where Corn Don't Grow" (#6)
- 2000 – "Best of Intentions" (#1)